# Błotnica (gromada w powiecie białobrzeskim)
Błotnica (od 31 XII 1964 do 31 XII 1972 Stara Błotnica) – dawna gromada, czyli najmniejsza jednostka podziału terytorialnego Polskiej Rzeczypospolitej Ludowej w latach 1954–1972.
Gromady, z gromadzkimi radami narodowymi (GRN) jako organami władzy najniższego stopnia na wsi, funkcjonowały od reformy reorganizującej administrację wiejską przeprowadzonej jesienią 1954 do momentu ich zniesienia z dniem 1 stycznia 1973, tym samym wypierając organizację gminną w latach 1954–1972.
Gromadę Błotnica siedzibą GRN w Błotnicy (w obecnym brzmieniu Stara Błotnica) utworzono – jako jedną z 8759 gromad na obszarze Polski – w powiecie radomskim w woj. kieleckim, na mocy uchwały nr 13i/54 WRN w Kielcach z dnia 29 września 1954. W skład jednostki weszły obszary dotychczasowych gromad Błotnica, Czyżówka, Kadłub, Kobylnik, Ossów i Ryki ze zniesionej gminy Błotnica w tymże powiecie. Dla gromady ustalono 19 członków gromadzkiej rady narodowej.
1 stycznia 1956 gromada weszła w skład nowo utworzonego powiatu białobrzeskiego w tymże województwie.
31 grudnia 1964 nazwę gromady Błotnica zmieniono na gromada Stara Błotnica.
1 stycznia 1969 do gromady [Stara] Błotnica przyłączono wsie Chruściechów, Jakubów i Pierzchnia ze zniesionej gromady Pierzchnia.
Gromada przetrwała do końca 1972 roku, czyli do kolejnej reformy gminnej. 1 stycznia 1973 w powiecie białobrzeskim reaktywowano gminę Stara Błotnica (do 1954 roku pod nazwą gmina Błotnica).